# Falsomelanauster sulphureus
Falsomelanauster sulphureus là một loài bọ cánh cứng trong họ Cerambycidae.